# Клуг, Киара
Киара Клуг (12 апреля 2003) — немецкая спортсменка, тяжелоатлетка, серебряный призёр чемпионата Европы 2025 года.

## Биография
Киара Клуг на международных спортивных соревнованиях по тяжёлой атлетике принимает участие с 2023 года. На чемпионате Европы 2023 года среди юниоров в категории до 87 кг немка заняла третье место с результатом 211 кг по сумме двух упражнений.
На чемпионате Европы 2025 года в Кишинёве в весовой категории свыше 87 кг завоевала серебряную медаль с итоговым результатом 242 кг. В отдельном упражнении «толчок» она завоевала малую бронзовую медаль (131 кг), а в упражнении «рывок» взяла малое серебро (111 кг).

## Достижения
Чемпионат Европы
| Результат | Вес         | Год  | Место соревнований | Рывок | Толчок | Общий вес |
| Серебро   | свыше 87 кг | 2025 | Кишинёв, Молдова   | 111,0 | 131,0  | 242,0     |